# Roland Brod
Roland Brod ( - ) foi um oficial alemão que serviu durante a Segunda Guerra Mundial. Foi condecorado com a Cruz de Cavaleiro da Cruz de Ferro.

## Carreira

### Patentes
Hauptmann

### Condecorações
| Cruz de Ferro 2ª Classe                                    |
| Cruz de Ferro 1ª Classe                                    |
| Cruz de Cavaleiro da Cruz de Ferro 23 de fevereiro de 1944 |